# Días felices (álbum)
Días felices es el nombre del décimo álbum de estudio del cantante mexicano de pop latino Cristian Castro. Fue lanzado al mercado el 15 de noviembre de 2005 y es el primero para la discográfica Universal Music.

## Antecedentes
En este disco Cristian se atreve a probar ritmos y estilos diferentes, logrando una producción un tanto roquera. Para este disco trabaja con Cachorro López y con Noel Schajris del dúo Sin Bandera e incluye dos canciones dedicadas a su hija Simone, que recientemente había nacido; una con el nombre de la bebé y otra que da nombre al disco, en relación con la plenitud que sentía Cristian en su vida personal con el nacimiento de su pequeña hija. De aquí se desprenden éxitos como "Amor eterno", "Sin tu amor" y "Amor total".

## Lista de canciones
| Días felices |                         |                                                           |          |  |
| N.º          | Título                  | Escritor(es)                                              | Duración |  |
| 1.           | «Sin tu amor»           | Coti Sorokin                                              | 3:48     |  |
| 2.           | «Si ya no estás aquí»   | Cachorro López · Coti Sorokin                             | 3:28     |  |
| 3.           | «Viajando en el tiempo» | Cachorro López · Sebastián Schon                          | 3:59     |  |
| 4.           | «Simone»                | Cristian Zalles                                           | 3:30     |  |
| 5.           | «Dinamita»              | Juan Miguel Mogica                                        | 3:46     |  |
| 6.           | «Amor total»            | Claudia Brant · Noel Schajris                             | 3:49     |  |
| 7.           | «Descontrol»            | Raúl Araya                                                | 3:28     |  |
| 8.           | «Amor eterno»           | Isabel · Valtinho Jota Adapt. al español: Sebastián Schon | 3:14     |  |
| 9.           | «Abrazado a tu piel»    | Juan Miguel Mogica                                        | 3:08     |  |
| 10.          | «Días felices»          | Cristian Castro                                           | 4:46     |  |
| 36:56        |                         |                                                           |          |  |

## Posicionamiento en listas
| Listas (2005)                     | Mejor posición |
| --------------------------------- | -------------- |
| España (PROMUSICAE)               | 36             |
| Estados Unidos (Top Latin Albums) | 16             |
| Estados Unidos (Latin Pop Albums) | 7              |

## Certificaciones
| País           | Organismo certificador | Certificación   | Ventas certificadas | Ref   |
| -------------- | ---------------------- | --------------- | ------------------- | ----- |
| Estados Unidos | RIAA                   | Platino (Latin) | 100 000             | [ 3 ] |
| México         | AMPROFON               | Oro             | 50 000              | [ 4 ] |